# Arnaud Montebourg

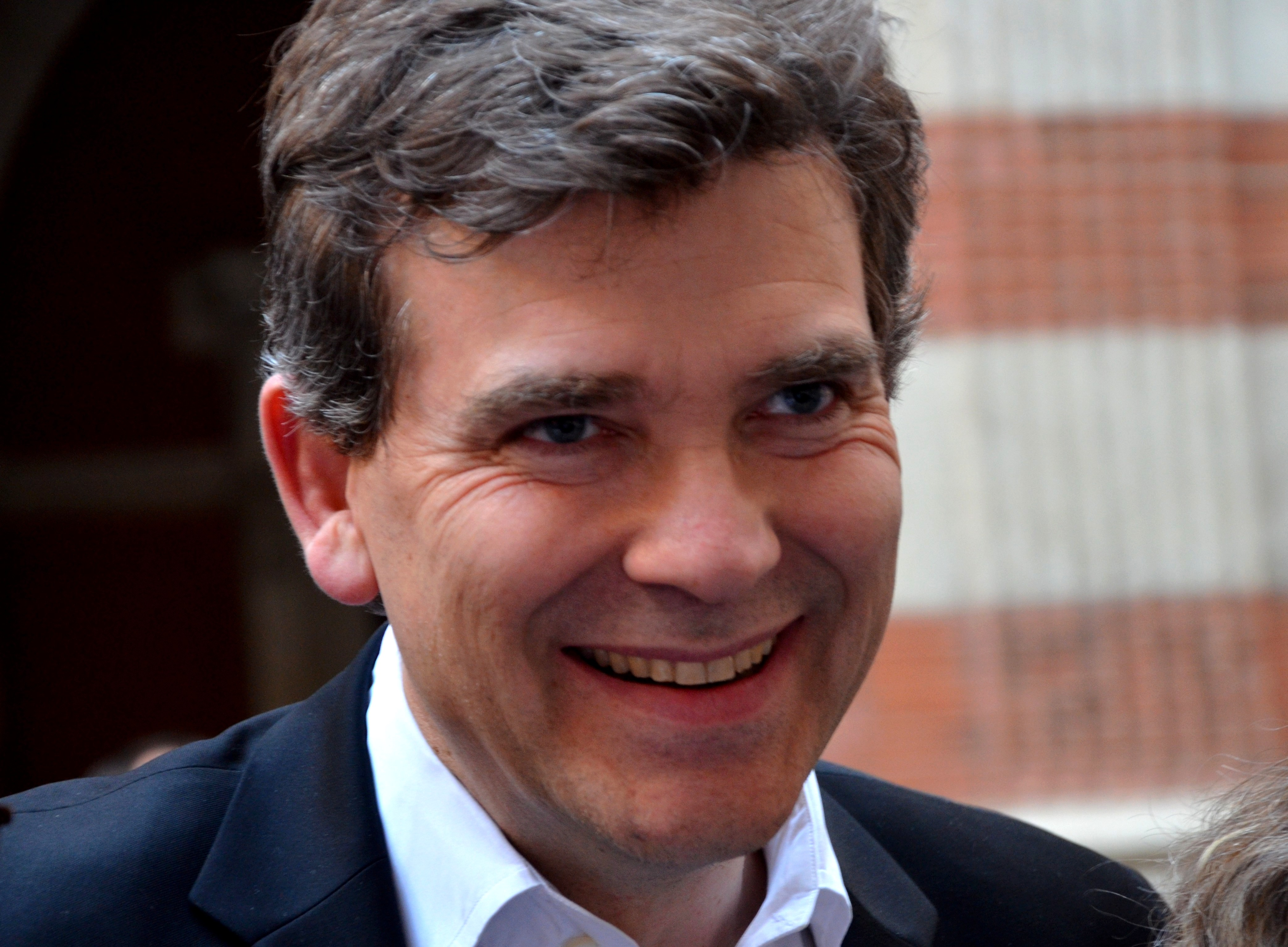
Arnaud Montebourg (2012)

Arnaud Montebourg (* 30. Oktober 1962 in Clamecy) ist ein französischer Politiker der Sozialistischen Partei (PS). Montebourg ist studierter Jurist. Vom 16. Mai 2012 bis zu seinem Rücktritt am 25. August 2014 war er französischer Wirtschaftsminister in den Kabinetten Ayrault I, Ayrault II und Valls I. Montebourg zählte zum linken Flügel der französischen Sozialisten und hatte sich als Globalisierungskritiker profiliert; nach der Wahl von Emmanuel Macron zog sich Montebourg von der Politik zurück.

## Beruflicher Werdegang und erste Karriere als Rechtsanwalt
Arnaud Montebourg ist der Sohn von Michel Montebourg (1933–1998), einem Mitarbeiter des französischen Finanzministeriums, und Leïla Ould Cadi (* 1939), einer Professorin für Romanistik und Literatur. Seine Mutter hat einen algerischen Vater und eine Mutter aus der Normandie. In den Medien wird ein von Montebourg bestrittenes Gerücht verbreitet, er sei der uneheliche Sohn von Pierre Joxe, einem Minister aus der Regierung von François Mitterrand.
Montebourg studierte an der Université Paris 1 Panthéon-Sorbonne Rechtswissenschaften und an der Elitehochschule Sciences Po Politikwissenschaften. Als Rechtsanwalt trat er in verschiedenen in Frankreich sehr bekannten Verfahren auf. In der sogen. Affaire du Carrefour du développement wurde er als Rechtsanwalt landesweit bekannt. In diesem Verfahren wurde Christian Nucci (* 1939), ein stellvertretender französischer Minister in drei Kabinetten (Kabinett Mauroy II und III sowie Kabinett Fabius) beschuldigt, staatliche Entwicklungshilfe in Millionenhöhe veruntreut zu haben. Die von Montebourg verteidigte Mitangeklagte Michèle Bretin-Naquet wurde freigesprochen.
Er wirkte auch in einem Verfahren gegen Alain Juppé wegen Vorteilsannahme. Juppé hatte in Paris eine sehr teure Wohnung für einen nicht marktüblichen, sehr günstigen Preis von der Stadt gemietet.
Montebourg verteidigte Christian Didier, der 1993 René Bousquet (einen hochrangigen prominenten Vichy-Funktionär und Holocaustunterstützer) erschossen hatte. Im Mordfall Grégory verteidigte er die Mutter Christine Villemin gegen den Vorwurf der Kindstötung. Der Prozess erregte internationales Aufsehen. Der Fall paumés de Marrakech führte ebenfalls zu Aufsehen. In diesem Fall verteidigte Montebourg 1996 Islamisten, die mit Hilfe eines islamistischen Terrornetzwerkes eine Reihe von Bombenanschlägen in Algerien verübt hatten. Montebourg gehörte nun zu den bekanntesten Anwälten Frankreichs und wurde 1992 Vorsitzender der Pariser Rechtsanwaltskammer.
Im Jahr 1992 gründete er die Gruppe TV-Carton jaune (gelbe Karte für das Fernsehen). Die Gruppe wurde als Reaktion auf verschiedene Presseskandale in Frankreich gegründet und setzte sich für eine Verbesserung des Journalismus ein. Anlass für die Gründung waren die von dem Reporter Patrick Poivre d'Arvor gefälschten Interviews mit Fidel Castro.

## Wirken in der Politik und politische Positionen

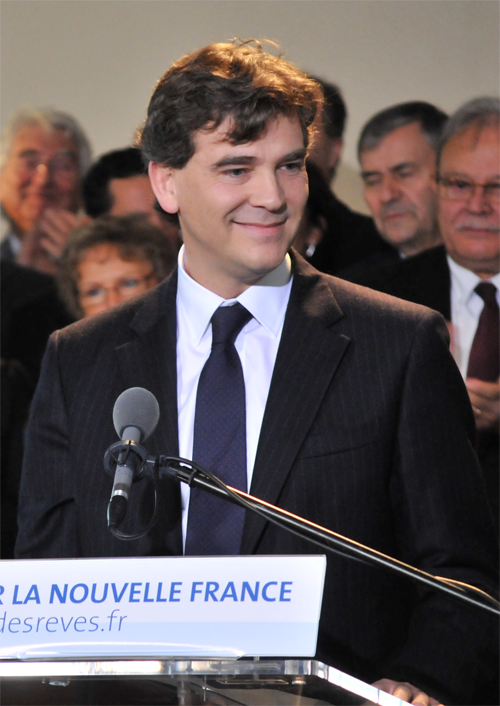
Arnaud Montebourg (2012)

Von Juni 1997 bis zur Übernahme seines Ministeramts am 16. Mai 2012 war Montebourg Abgeordneter des Departements Saône-et-Loire in der Nationalversammlung. Bekanntheit erlangte er landesweit als Kritiker von Jacques Chirac. So kritisierte er Verfehlungen und Bestechungsskandale der Regierungen von Chirac und Sarkozy.
Eines der zentralen Themen von Montebourgs politischer Arbeit ist die Kritik am System der Fünften Republik. Er gehörte daher zu den Gründern der Convention pour la sixième République, die für eine weniger herausgehobene Position des Präsidenten, eine Stärkung des Parlaments sowie für mehr Dezentralisierung eintritt.
Gemeinsam mit Vincent Peillon veröffentlichte er im Jahr 2000 einen kritischen Bericht über Steuerflucht und Geldwäsche in Europa.
Mit Benoît Hamon, Henri Emmanuelli, Vincent Peillon und weiteren Mitgliedern gründete 2005 er den Nouveau Parti socialiste. Hierbei handelte es sich um eine linke Sammelbewegung innerhalb des Parti Socialiste, die die Partei reformieren wollte. So gilt Montebourg als Erfinder der Vorwahl (Primaire) innerhalb des PS. Hierbei handelt es sich um eine Vorwahl des Präsidentschaftskandidaten nach amerikanischem Vorbild.
Am 30. August 2006 wurde er zum Sprecher der PS-Präsidentschaftskandidatin Ségolène Royal ernannt. Im Rahmen des Präsidentschaftswahlkampfs 2007 kritisierte er in einem Zeitungsartikel die Fiskalpolitik Luxemburgs und der Schweiz. Zu einem Eklat führte seine Äußerung im laufenden Wahlkampf auf die Frage, ob: Segolene Royal die richtige Frau als Präsidentin sei?

« Ségolène Royal n’a qu’un seul défaut, c’est son compagnon. »

„Ségolène Royal hat nur einen Fehler. Das ist ihr Lebensgefährte.“

Der Lebensgefährte von Ségolène Royal war zu diesem Zeitpunkt François Hollande, der zugleich auch Vorsitzender der Partei war. Die Aussage war ein Skandal, führte zu einer öffentlichen Debatte und Montebourg wurde zeitweise von seinem Posten als Sprecher von Royal beurlaubt.
Nachdem die Skandale um Dominique Strauss-Kahn im Jahr 2011 zunahmen und eine Kandidatur für die PS unmöglich machten, drängte Montebourg Strauss-Kahn zu einer öffentlichen Entschuldigung an der Partei.

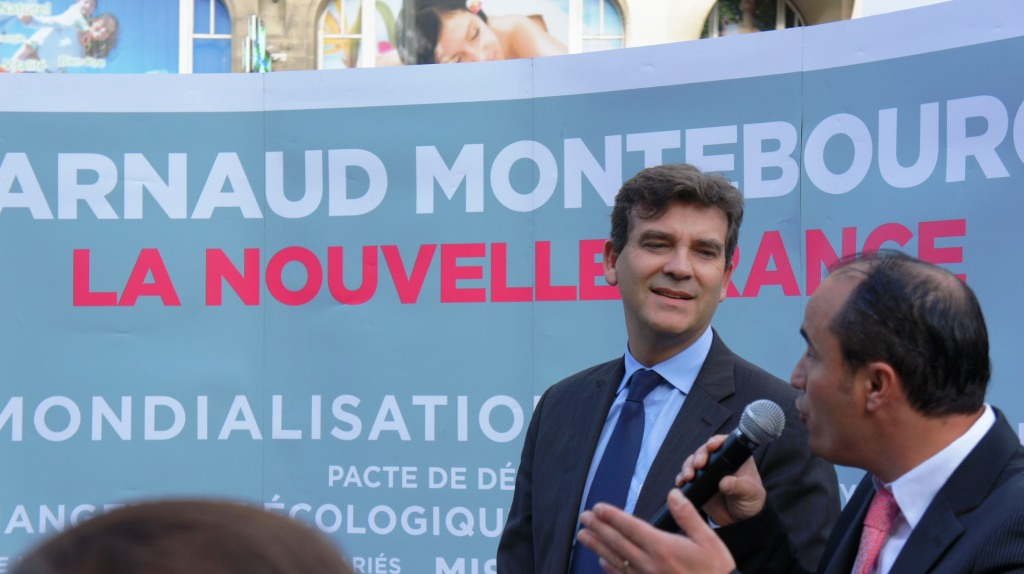
Montebourg bei seiner Bewerbung für die Präsidentschaftskandidatur im Oktober 2011

Während der Vorwahlen im PS für die Präsidentschaftswahlen 2012 warb Montebourg für sein Konzept einer „Entglobalisierung“ (demondialisation), in deren Zentrum die Kontrolle von Finanzmärkten und Gütermärkten und die Schaffung eines „starken Europas“ stehen sollen. Montebourg gilt als Anhänger der Thesen von Walden Bello. Der französische Philosoph Emmanuel Todd unterstützte Montebourgs Kandidatur und schrieb das Vorwort für Montebourgs globalisierungskritisches Buch: „Votez pour la démondialisation“ (Stimmen Sie für die Entglobalisierung). Prominente PS-Mitglieder wie Christiane Taubira und Jean-Pierre Chevènement unterstützten die Kandidatur Montebourgs.
Montebourg erreichte im ersten Wahlgang 17 Prozent der Stimmen, womit er die Stichwahl verfehlte. Sein Ergebnis galt allgemein als Überraschung, und Montebourg galt als „Königsmacher“ für den zweiten Wahlgang. Er erklärte aber, zunächst keine Wahlempfehlung abgeben zu wollen, sondern zunächst die beiden verbliebenen Kandidaten Martine Aubry und François Hollande öffentlich befragen zu wollen. Am Freitag vor der Stichwahl erklärte Montebourg, er persönlich werde für Hollande stimmen; jeder seiner Anhänger solle aber frei entscheiden.
Als Nicolas Sarkozy und Angela Merkel in Frankreich im Wahlkampf mehrfach gemeinsam auftraten, kritisierte er die Politik von Angela Merkel als imperialistisch und verglich ihre Vorgehensweise mit der von Bismarck. Die Äußerung führte auch in Frankreich zu Kritik.
Am 16. Mai 2012 wurde er zum Industrieminister der neuen Regierung unter Jean-Marc Ayrault ernannt. Diese Zeit war durch ständige Konflikte über die Wirtschaftspolitik mit dem Finanzminister Pierre Moscovici geprägt. Montebourgs erste Amtszeit als Minister endete dadurch, dass das Kabinett Ayrault II am Abend des 31. März 2014 – nach dem schlechten Abschneiden des linken Regierungsbündnisses bei den Kommunalwahlen im März 2014 – zurücktrat. Hollande beauftragte Manuel Valls mit der Bildung einer Regierung. Valls wertete bei seiner Regierungsbildung im April 2014 die Ressorts der beiden auf; er stand vor der Notwendigkeit, seine Mehrheit in der Nationalversammlung zu stabilisieren. Montebourg gewann den Konflikt mit Moscovici: Moscovici verlor sein Amt, neuer Finanzminister wurde Michel Sapin. Montebourgs Industrieministerium wurden weitreichende Aufgabenbereiche und Kompetenzen aus dem Finanzministerium zugeschlagen, das nun eine geringere Rolle als vorher spielte. Auch mit Finanzminister Sapin kam es zu Auseinandersetzungen.
Jean-Marie Le Pen verklagte Montebourg auf Rufschädigung, nachdem dieser in einer TV-Sendung im Jahr 2014 erklärt hatte, dass Le Pen die Besetzung Frankreichs im Zweiten Weltkrieg und die Gestapo gelobt hätte. Das Gericht sprach Montebourg im April 2016 von dem Vorwurf frei und verwies auf frühere Äußerungen Le Pens.

### Industriepolitik

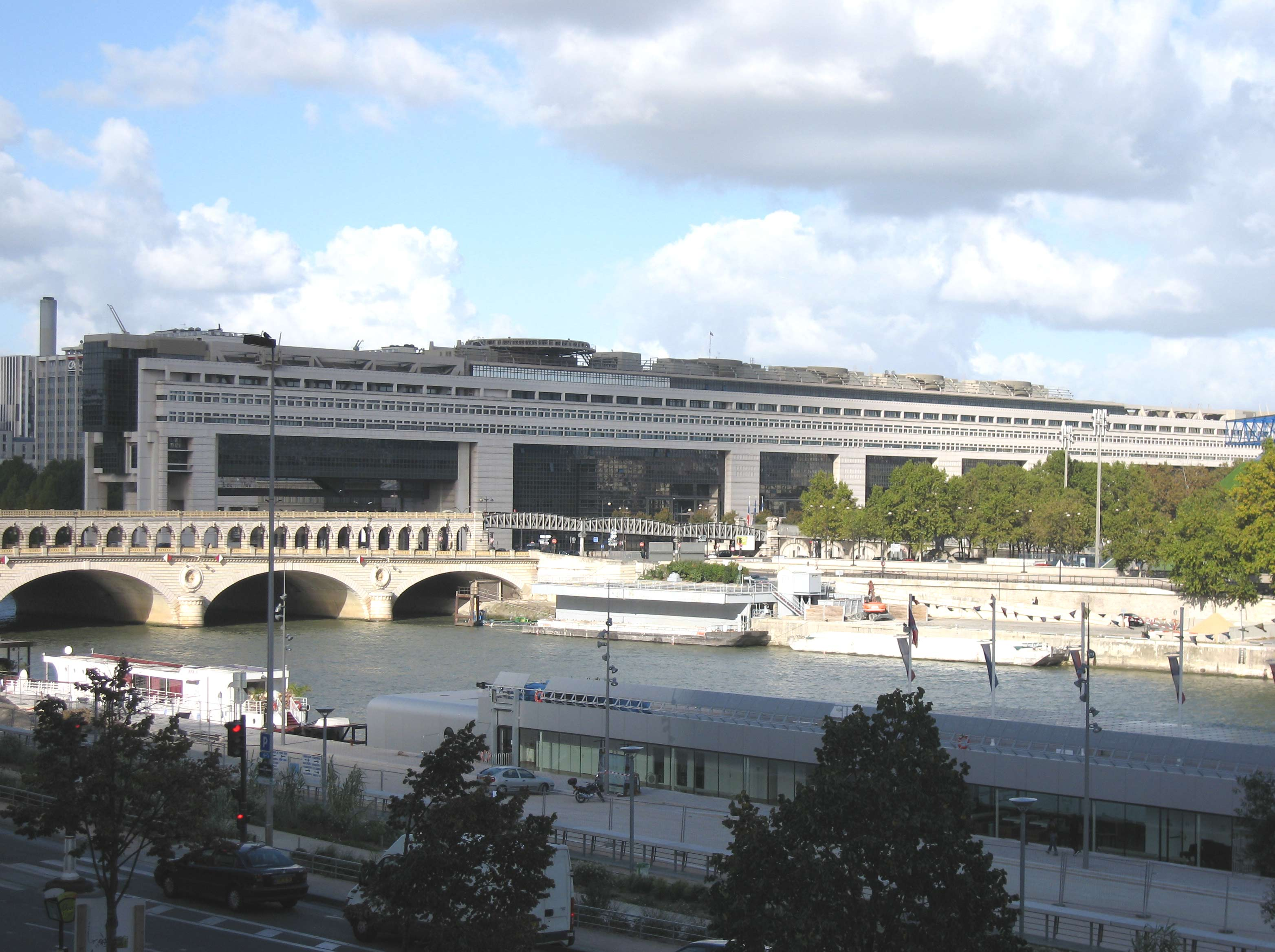
Das Gebäude des Ministère de l’Economie et des Finances, MINEF, zu deutsch Ministerium für Wirtschaft und Finanzen, metonymisch wird es nach dem Pariser Vorort Bercy genannt.

Die Industriepolitik begründete Montebourg mit dem Hauptanliegen, die mögliche drohende Deindustrialisierung Frankreichs zu verhindern. In Michel Houellebecqs Buch Karte und Gebiet habe er die Schreckensvision gefunden, dass Frankreich zu einem Land werden könne, das ausschließlich als Tourismusstandort bekannt sei und keinerlei Industrie mehr besitze. Sein Wirken galt als interventionistisch. Montebourg äußerte mehrfach, dass Frankreich eine Wirtschaftspolitik in der Tradition von Jean-Baptiste Colbert und Sébastien Le Prestre de Vauban betreiben müsse, um als Industriestandort zu überleben. Ein 34 Punkte umfassender Plan wurde von Montebourg vorgelegt, der zur Stärkung des Industriestandorts Frankreichs führen sollte. Hierzu veröffentlichte er das Buch: La Bataille du Made in France (Der Kampf für die französische Produktion).
Montebourg legte viel Wert auf die Kampagne made in france, die zu einem erhöhten Konsum französischer Produkte führen sollte. Auf der Titelseite der Zeitschrift Le Parisien ließ sich Montebourg mit einer Vielzahl französischer Produkte abbilden. Die Kampagne made in France ist als Gegenantwort auf das deutsche made in Germany zu verstehen. Montebourg führte dazu aus, dass Deutschland ein Scheinwachstum in der Wirtschaft habe. Viele Produkte wären in Ländern mit niedrigen Lohnkosten bereits vorgefertigt und in Deutschland würden bloß kleinere wenig arbeitsintensive Arbeiten durchgeführt um das Endprodukt zu schaffen. Deswegen sollte man diese Produkte als made by Germany bezeichnen. Die französischen Produkte hingegen, würden hauptsächlich nur in Frankreich produziert. Montebourg wollte die Handelsketten und Einzelhändler dazu zwingen, in ihren Geschäften ganze Bereiche nur für französischen Produkte einzurichten. Die Kampagne führte zu einem geteilten Echo: Während Einzelhändler und die Vertreter der Handelsketten die Eingriffe in ihre Geschäftspolitik beklagten, lobten Arbeitnehmerverbände und kleinere französischen Hersteller die Aktion. Das französische Wirtschaftsinstitut CEPII ermittelte, dass Verbraucher in Frankreich im Schnitt zwischen 100 und 300 € im Monat mehr bezahlen müssten, wenn sie ausschließlich französische Produkte kaufen und auf importierte Ware verzichten würden.
Montebourg griff in mehreren Fällen von industriellen Insolvenzen oder Werkschließungen öffentlich in Verfahren ein, um die von der jeweiligen Insolvenz betroffenen Arbeitsplätze zu erhalten. Anfang 2013 kündigte Präsident François Hollande ein unter anderem von Montebourg entworfenes Gesetz an, das rentablen Unternehmen die Schließung von Standorten sowie Entlassungen erschweren soll. Mehrfach verhinderte Montebourg Übernahmen französischer Unternehmen durch nichtfranzösische Investoren. Große Aufmerksamkeit erregte sein Streit mit prominenten Investoren in Frankreich.
Montebourg schrieb im Februar 2013 einen offenen Brief an den CEO eines US-Reifenherstellers, der zuvor öffentlich die Industriepolitik der französischen Regierung und die Arbeitsmoral französischer Arbeiter angeprangert hatte. Maurice Taylor, der CEO der Titan Tire Corporation, antwortete Montebourg in einem Brief, er sei nicht „dumm“, in einem Land zu investieren, in dem Arbeiter am Tag „nur drei Stunden arbeiten“ würden und den Rest des Arbeitstages mit „essen und quatschen“ verbringen würden.
Als der Stahlkonzern Arcelor Mittal bekannt gab, das Stahlwerk Florange im Elsass zu schließen, drohte Montebourg mit der Verstaatlichung des Werkes und erklärte, dass „man Mittal in Frankreich nicht mehr als Investor wünscht. Mittal würde Frankreich nicht respektieren.“ Der Bürgermeister von London, Boris Johnson, empfahl daraufhin Mittal, dass Großbritannien indische Investoren mit offenen Armen empfangen würde. Montebourg bezichtigte Mittal der Erpressung und der Lüge, er hätte lediglich die schlechten Arbeitsbedingungen der Mitarbeiter von Mittal in Frankreich kritisiert. Montebourgs harte Haltung führte zu Zerwürfnissen mit Jean-Marc Ayrault. Ayrault befürchtete den Zusammenbruch der französischen Regierung. Montebourg verspottete daraufhin Ayrault, er würde Frankreich wie ein Stadtrat von Nantes regieren (Tu gères la France comme le conseil municipal de Nantes !).
In der Öffentlichkeit wurde Montebourg für seine Haltung gelobt, unter anderem sprachen sich François Bayrou, Henri Guaino, Thierry Breton und Jean-Luc Mélenchon ebenfalls für eine Verstaatlichung aus. Die französischen Wirtschaftswissenschaftler André Pineau und Yves Quéré unterstützen die Verstaatlichungspläne, denn nur durch derartige Maßnahmen könnte man die französischen Kernindustrien schützen.
Das sogenannte „Florange Gesetz“ wurde hiernach erlassen. Dieses Gesetz sollte zukünftige Werksschließungen erschweren. So sollte eine Werksschließung mit hohen Bußgeldern bestraft werden.
Die Gründung des staatlichen Bergbaukonzerns Compagnie nationale des mines de France (CMF) stellte ein weiteres Projekt von Montebourg dar. Mit diesem Konzern sollte die Versorgung Frankreichs und der französischen Industrie mit Bodenschätzen gesichert werden. Der Schwerpunkt der Aktivitäten des Konzerns sollten in Frankreich selbst und in den ehemaligen französischen Kolonien liegen. Nach der Nuklearkatastrophe von Fukushima verteidigte Montebourg die Nukleartechnik als wichtigen Bestandteil der französischen Industrie mit einer guten Zukunftsperspektive. Die Fracking-Technologie unterstütze Montebourg, konnte sich aber nicht in der Regierung durchsetzen.
Montebourg verhinderte Mitte 2013 den Verkauf des französischen Unternehmens Dailymotion an den amerikanischen Yahoo-Konzern. Eine Übermacht amerikanischer Internetkonzerne wie Google wollte Montebourg durch eine europäische Gesetzesinitiative begrenzen.
Er setzte sich für mehr Mitspracherechte des französischen Staates bei der Airbus Group ein. In seine Amtszeit fiel auch der Einstieg des chinesischen Konzerns Dongfeng Motor Corporation bei PSA Peugeot Citroën. Montebourg sprach sich dafür aus, dass der Eigentums-Anteil des französischen Staates an PSA genauso hoch ist wie der von Dongfeng.
Eine Übernahme des Alstom-Konzerns durch General Electric verhinderte Montebourg zunächst gegen den Willen des Verwaltungsrats von Alstom. Er befürchtete durch den Verkauf von Alstom einen französischen Souveränitätsverlust. Der Chef von Alstom Patrick Kron hatte Verkaufsgespräche mit General Electric geführt, ohne die französische Regierung davon in Kenntnis zu setzen.

« Est-ce que le ministre de l'Économie doit aller installer un détecteur de mensonge dans son bureau pour les présidents du Cac 40 ? »

„Muss der Wirtschaftsminister erst einen Lügendetektor in seinem Büro installieren für die Vorsitzenden des CAC 40 (gemeint: Chefs der führenden Industrieunternehmen)?“

Ein Frontalangriff auf die aus seiner Sicht eigenmächtige Handlung des Alstom Managers Kron. Montebourg begründete das staatliche Eingreifen mit ökonomischem Patriotismus und erließ ein Dekret, dass kein französischer Konzern ohne Mitspracherecht der französischen Regierung in ausländische Hände geraten kann. Dieses Dekret wurde in den Medien als lex Alstom oder lex Montebourg bekannt.
EU-Kommissar Michel Barnier kritisierte dieses Dekret als protektionistisch.
Auf Bitten der französischen Regierung wurde Siemens gebeten, ebenfalls ein Angebot für Alstom abzugeben. Montebourg begründete dies mit der größeren Nähe des rheinischen Kapitalismus zu Frankreich im Vergleich zum angelsächsischen Kapitalismus und forderte die Schaffung von nationalen Champions. So sollte es zu einem Austausch von Firmenanteilen von Siemens und Alstom kommen. Alstom sollte seine Turbinentechnik an Siemens im Tausch gegen die Eisenbahnsparte erhalten. Nachdem Siemens vorschlug, in das Übernahmebündnis den Mitsubishi-Konzern einzubinden, entschied man sich in Frankreich für General Electric als Partner für Alstom. Die konkrete Ausgestaltung wurde in Frankreich als großer Verhandlungserfolg Montebourgs gewertet.
Man hatte sowohl eine staatliche Mindestbeteiligung an dem Unternehmen in Höhe von 20 % erreicht und umfassende Arbeitnehmerrechte für die französischen Angestellten durchgesetzt.

### Konflikte mit der Europäischen Kommission und Kritik am TTIP
Die EU-Kommission und José Manuel Barroso wurden von Montebourg mehrfach kritisiert. Montebourgs Wirtschaftspolitik führte zu erheblichen Konflikten mit der EU-Kommission und dem Kommissar für Wettbewerb Joaquín Almunia. So würde die Politik der EU-Kommission angeblich Frankreichs Wirtschaft schädigen. Montebourg forderte eine Abschottung der europäischen Märkte und mehr Eingriffsrechte der nationalen Regierungen in die nationalen Industrien. So gehörte Montebourg neben dem Fiat Chef Sergio Marchionne zu den größten Kritikern des Freihandelsabkommens der EU mit Südkorea. Er warf den koreanischen Automobilherstellern Hyundai und Kia Wettbewerbsverzerrungen und Dumpingmethoden vor und forderte ein Eingreifen der EU gegen die beiden koreanischen Hersteller.
An der Verhandlungsführung der Europäischen Kommission zum transatlantischen Freihandelsabkommen (TTIP) übte Montebourg massiv Kritik. So wären „die Europäer die Trottel des global village, wenn sie nicht ihre Märkte abschotten würden“. Der EU-Kommissar Karel De Gucht äußerte hierzu in einem Interview mit Le Monde, Frankreich sei kein Land des freien Handels. Er kritisierte Minister Montebourg hinsichtlich des TTIP als zu defensiv. In der Folge warnte Montebourg, dass die Kommission durch ihre falsche Politik den Aufstieg von Marine Le Pen begünstigen würden. Montebourg äußerte, die Politik der EU-Kommission benachteilige „die einheimischen Konzerne gegenüber den nicht-europäischen Wettbewerbern zu sehr“. Viel Wert legte Montebourg bei den Verhandlungen zum TTIP auf Ausnahmeregelungen für die französische Kulturindustrie und drohte offen mit einem Scheitern des Abkommens. So befürchtete er eine angelsächsische Offensive, die eine potentielle Gefahr für das französische Kino und die französische Kultur darstellen würde.
Montebourg forderte, die Europäische Union solle die Macht der großen Internetkonzerne beschränken. Die The New York Times porträtierte Montebourg in der Folge als „Charles de Gaulle de gauche“ Charles de Gaulle der Linken. So wie sich einst de Gaulle gegen eine Aufnahme Großbritanniens in die EU gewendet hatte, kämpfe Montebourg gegen das Freihandelsabkommen mit den USA.

### Kritik an der deutschen Europolitik und Rücktritt aus der Regierung
Im Zuge der Eurokrise kritisierte Montebourg die angebliche Austeritätspolitik Deutschlands mehrfach und forderte eine Abwertung des Euro. Montebourg argumentierte, dass der Euro-Raum die Wettbewerbsfähigkeit der europäischen Unternehmen behindern und Wachstum verhindern würde. Eine Abwertung des Euro um zehn Prozent könnte in Frankreich etwa 150.000 Arbeitsplätze schaffen. Ebenso sollte die sogenannte 3 Prozent Grenze aus dem Maastrichtvertrag aufgehoben werden und den Staaten mehr Handlungsfreiheit eingeräumt werden. Jürgen Stark kritisierte Montebourgs Positionen öffentlich und führte aus, dass die von Montebourg geforderte Europolitik nicht mit Deutschlands Vorstellungen von einer Währung vereinbar sei.
Öffentlich forderte Montebourg Deutschland mehrfach dazu auf, einen Mindestlohn einzuführen. Der Mindestlohn sollte eine mögliche Chancengleichheit im Wettbewerb der europäischen Staaten gewährleisten.
Mehrfach warnte Montebourg davor, dass der „deutsche Sparkurs“ in Frankreich einen Aufstieg des Front National begünstigen würde. Ein Wahlerfolg der rechten Partei wäre das Ende der Europäischen Union. Die französische Regierung sei nicht dazu gewählt worden, sich nach den maßlosen Obsessionen von Deutschlands Konservativen zu richten. Deutschland sei gefangen in einer Sparpolitik, die es ganz Europa aufzwingt.
Die deutsche Sparpolitik würde dazu führen, dass die französische Linke sich auf dem „Müllhaufen der Geschichte“ wiederfinden werde.
Nachdem im August 2014 die Kritik an Deutschland von Montebourg und anderen französischen Politikern lauter wurde, reagierte Premierminister Manuel Valls. Valls kritisierte die Äußerungen Montebourgs, dieser habe sich im Ton vergriffen. Die Kritik an Frankreichs wichtigsten Partner (Deutschland) sei nicht zu akzeptieren. In der Folge reichte Valls den Rücktritt des Kabinett Valls I ein. Neben Montebourg verloren weitere Minister des linken Flügels wie der Bildungsminister Benoît Hamon, der zuvor die Sparpolitik der französischen Regierung offen kritisiert hatte, ihre Ämter. Valls wurde noch am gleichen Tag von Präsident Hollande mit der Bildung einer neuen Regierung beauftragt, aus der das Kabinett Valls II entstand.
In einem Interview mit der Zeitung Die Zeit bekräftigte Montebourg seine Kritik an der Europolitik der Bundesregierung und bezeichnete Wolfgang Schäuble und Jens Weidmann als Falken. Frankreich würde jedes Jahr um 230.000 Menschen wachsen, während Deutschland um 200.000 Menschen schrumpfen würde, deswegen bräuchte Europa ein größeres Wachstum und weniger Austerität.
Der Abgang von Montebourg und weiteren linken Ministern wurde als Schwächung der französischen Regierung gewertet. Valls habe sich eines wichtigen Teils der sozialistischen Partei Frankreichs entledigt. Es sei fraglich, inwieweit der linke Flügel der sozialistischen Partei den französischen Präsidenten in Zukunft stütze.
Heiner Flassbeck bezeichnete die Entlassung Montebourgs als Fehler. Die Kritik von Montebourg an der sogenannten Austeritätspolitik sei in der Sache richtig.
In der Folge trat Montebourg häufiger mit Yanis Varoufakis auf und kritisierte die deutsche Euro-Position.
Der Abgang der linken Minister stellte eine schwere Herausforderung für die Regierung Valls II dar. Rund ein Drittel der Abgeordneten der PS unterstützten die linken Minister und verweigerten in der Folge bei diversen Abstimmungen Valls die Gefolgschaft. Die so genannten frondeurs erschwerten die Regierungsarbeit erheblich, die Regierung hatte ihre parlamentarische Mehrheit verloren. So konnten in der Folge Reformen des Arbeits- und Sozialrechts nur durch Notverordnungen gemäß Artikel 49 Absatz 3 der französischen Verfassung durchgesetzt werden.

### Fehlgeschlagene Bewerbung um die Präsidentschaftskandidatur 2017 und Weiteres
Am 21. August 2016 erklärte Montebourg, dass er bei der kommenden Präsidentschaftswahl 2017 nicht François Hollande unterstützen wolle, sollte dieser kandidieren, sondern selbst als Präsidentschaftskandidat ins Rennen gehen wolle. Hollande verzichtete jedoch auf eine erneute Kandidatur. Obwohl Montebourg im Januar 2017 in Umfragen als beliebtester Politiker Frankreichs galt, schied er schon bei der ersten Runde der Vorwahlen der Sozialistischen Partei am 22. Januar 2017 mit nur 17,5 % der Stimmen aus dem Rennen um die Präsidentschaftskandidatur aus. Montebourg erklärte daraufhin seine Unterstützung für den linken Kandidaten Benoît Hamon. Im Wahlkampfteam von Benoit Hamon war Montebourg zuständig für das Ressort internationale Beziehungen. Einen Ministerposten im Kabinett Barnier lehnte Montebourg 2024 ab.

## Privatleben
Montebourg hat aus erster Ehe mit Hortense de Labriffe einen Sohn (* 2000) und eine Tochter (* 2002). Mediales Aufsehen erregten seine Beziehungen zu der französischen Moderatorin Audrey Pulvar und der Schauspielerin Elsa Zylberstein. Aus dem Umfeld des Front National (FN) gab es rassistische Ausfälle gegen Montebourg aufgrund seiner Beziehung mit der farbigen Pulvar.  Von 2014 bis 2017 hatte er eine Beziehung mit der ehemaligen Kulturministerin Aurélie Filippetti, aus der eine Tochter (* 2015) stammt.
Nach seinem Ausscheiden aus der französischen Regierung nahm Montebourg 2014 an der Wirtschaftshochschule Insead Kurse in Wirtschaft und Management. Ab 2015 nahm Montebourg verschiedene Stellungen in privatwirtschaftlichen Unternehmen an: Er agierte als Vize-Präsident der Möbelkette Habitat, ist im Aufsichtsrat des französischen Technologieunternehmens Talan tätig und unterstützte den Windkraftanlagenbauer New Wind. Für den Herrenausstatter Smugler war er als Sympathieträger tätig. Nach dem Scheitern seiner Präsidentschaftskandidatur 2016/17 und der Wahl Emmanuel Macrons zog sich Montebourg weitgehend aus der Politik und seinen bisherigen Posten zurück. Er gründete und führt fortan die Société d’élevage et de repeuplement des abeilles de France (SERAF), einer Imkerei in Montret, im Departement Saône-et-Loire.

## Weiteres
- Ab 2019 soll der marokkanische Geheimdienst Montebourg überwacht haben und sein Smartphone gehackt haben.[109]

- Im Februar 2015 konnte Montebourg einen großen herabfallenden Spiegel (rund 2,5 m × 3,00 m) in dem New Yorker Lokal Balthazar auffangen und hierdurch mehrere Personen vor schweren Verletzungen bewahren.[110] Von anwesenden Passanten wurde er hierfür als Held gefeiert.[111]

- In der Kinokomödie Neuilly sa mère, sa mère ! von 2018 spielt Montebourg die Rolle eines Professors an der Pariser Science Po.[112]

- Im Jahr 2007 drehten Olivier Chevillard und Kevin Bertholet eine Dokumentation über Montebourg unter dem Titel 5 Ans avec Montebourg. Im Rahmen der Dokumentation wurde Montebourg fünf Jahre lang begleitet und wurde auf DVD und Blu-ray Disc veröffentlicht.[113]

## Veröffentlichungen
- La lutte contre le blanchiment des capitaux en France : un combat à poursuivre
- Journal officiel, ouvrage numéro 407971038. Les tribunaux de commerce : une justice en faillite ?
- 2001: Proposition de résolution tendant au renvoi de Monsieur Jacques Chirac occupant les fonctions de Président de la République devant la Commission d'instruction de la Haute Cour de Justice, éditions Denoël
- 2002: La machine à trahir : Rapports sur le délabrement de nos institutions, éditions Denoël
- 2003: Pour un nouveau parti socialiste (coécrit avec Vincent Peillon), éditions Denoël
- 2004: Préface de Vive la République européenne ! de Stefan Collignon, édition de la Martinière
- 2004: Au cœur de la gauche : Éléments pour un projet politique (coécrit avec Vincent Peillon et Benoît Hamon), éditions Le Bord de l'eau
- 2005: La Constitution de la 6e République – Réconcilier les Français avec la démocratie (coécrit avec Bastien François), éditions Odile Jacob
- 2010: Des idées et des Rêves, Éditions Flammarion
- 2011: Votez pour la démondialisation ! – La République plus forte que la mondialisation, Éditions Flammarion, mit einem Vorwort von Emmanuel Todd
- 2012: Antimanuel de Politique, Éditions Bréal
- 2013: Le Retour de l’État : de l'art de nationaliser en douceur, Éditions Flammarion
- 2013: La bataille du made in France, Éditions Flammarion